# Skellefteå Stadshus Aktiebolag
Skellefteå Stadshus Aktiebolag är ett svenskt förvaltningsbolag som agerar moderbolag för de verksamheter som Skellefteå kommun har valt att driva i aktiebolagsform. Bolaget ägs helt av kommunen.

## Bolag
Källa: 
- Science City Skellefteå AB
- Skelleftebostäder Aktiebolag (Skebo)
- Skellefteå buss AB
- Skellefteå City Airport AB
- Skellefteå Industrihus Aktiebolag
- Skellefteå Kraftaktiebolag
- Skellefteå Kulturhus AB